# فرساي الموتى
فرساي الموتى (بالإنجليزية: Versailles of the Dead)‏ هي سلسلة مانغا يابانية نشرت لأول مرة في 2016  وتم جمعها في 5 تانكوبون.